# 세스 그린
세스 그린(Seth Green, 1974년 2월 8일 ~ )은 미국의 배우이다.

## 출연 작품

### 영화
- 오스틴 파워: 제로 (1997)
- 노 브레인 레이스 (2001)
- 아메리칸 스윗하트 (2001)
- 이탈리안 잡 (2003)
- 스쿠비 두 2: 몬스터 대소동 (2004)
- 레고 배트맨 무비 (2017)